# 朝倉神社 (高知市)

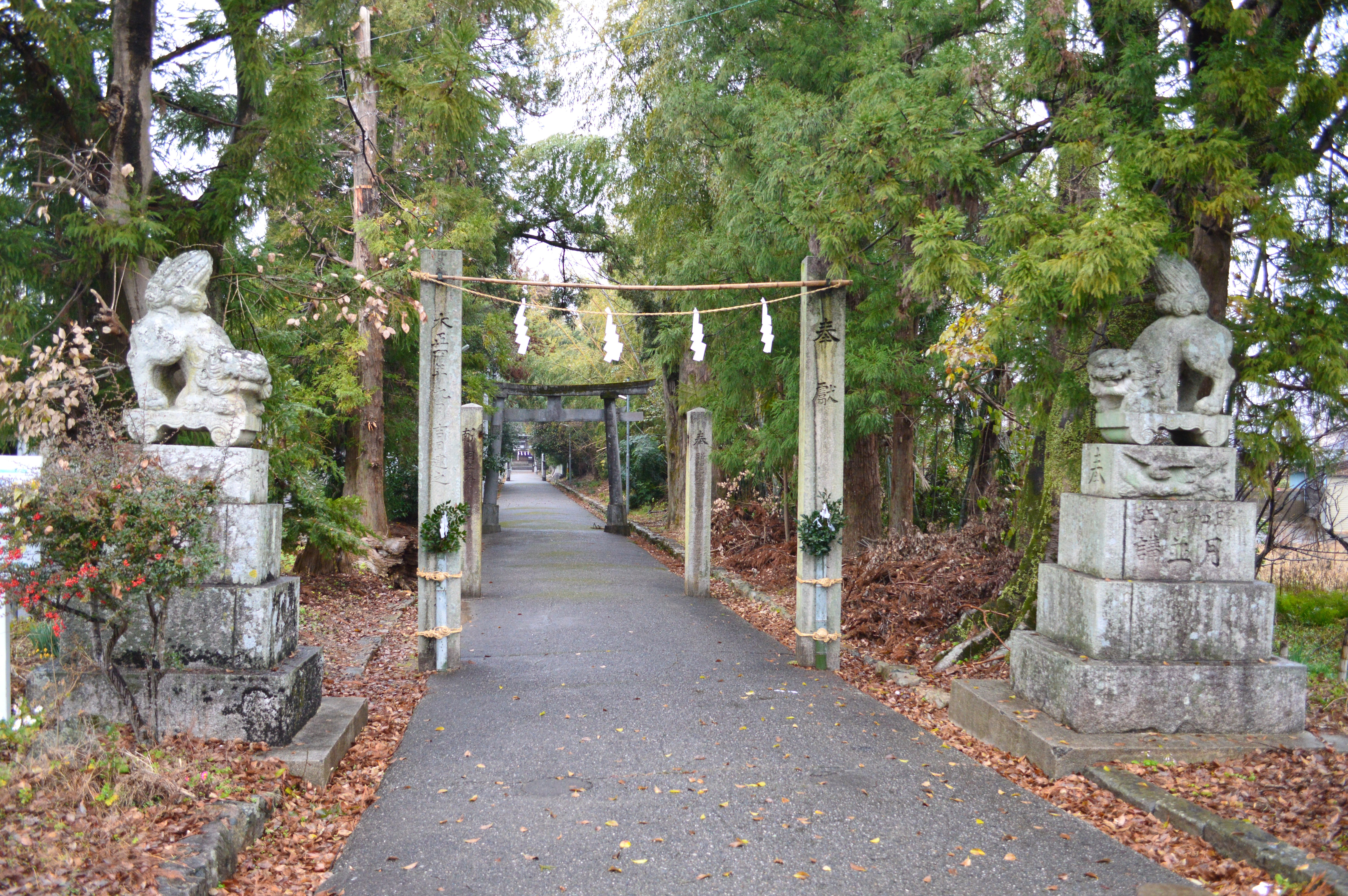
境内入り口

朝倉神社（あさくらじんじゃ）は、高知県高知市朝倉にある神社。式内社で、土佐国二宮と称される。旧社格は県社。俗称として「木の丸様」とも。

## 祭神
祭神は次の2柱。
- 天津羽羽神 （あまつははがみ、天津羽々神）
- 天豊財重日足姫天皇 （あめとよたからいかしひたらしひめのすめらみこと） - 第37代斉明天皇の和風諡号。

中世における本地仏は阿弥陀仏であったと伝わる。

### 祭神について
古くは『土佐国風土記』逸文に、
と見える社が朝倉神社を指すとされる。同文によると、祭神の天津羽羽神は天石門別神（天石帆別神）の子になる。この天津羽羽神は朝倉郷の開拓神であると伝えられており、元々はこの神のみを奉斎したと考えられている。もう1柱の斉明天皇は、斉明天皇の営んだ朝倉行宮を当地に比定する説（後述）による合祀とされる。
なお、『延喜式』神名帳では土佐国吾川郡に「天石門別安国玉主天神社」（論社2社）の記載が見え、天津羽羽神の父の天石門別神を祀る神社として朝倉神社との関連が指摘される。

## 歴史

### 創建

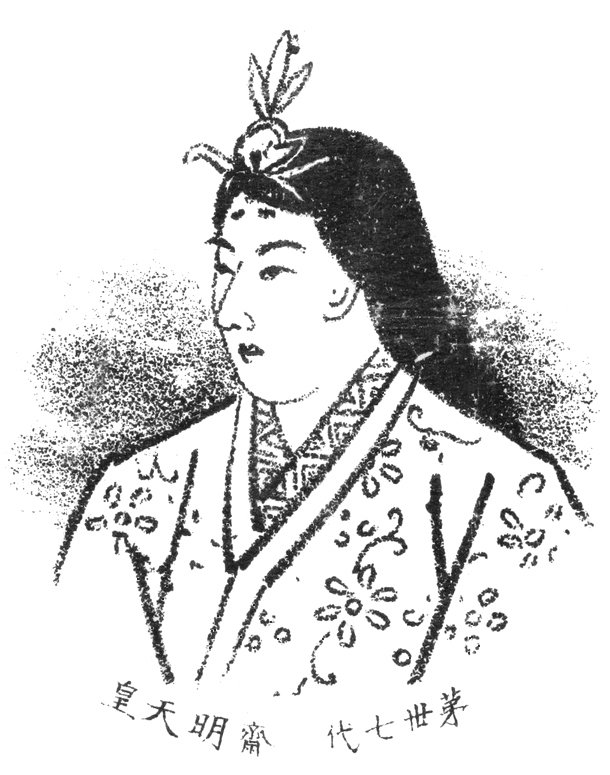
第37代斉明天皇

創建は不詳。朝倉神社に関しては、古くから『日本書紀』の斉明天皇西征伝説に比定する説が知られる。すなわち同書斉明天皇7年（661年）条によると、天皇は百済救援のため難波宮を出て西征し、伊予熟田津、娜大津を経て、朝倉橘広庭宮に移ったといい、朝倉宮の造営には「朝倉社」の木を使用したという。これに対して当地の伝説では、朝倉神社後背の赤鬼山（あかぎやま）の木を切って山麓に営んだのが、その朝倉宮であるとしている。そして天皇の死後、赤鬼山の神である事代主神の妻・天津羽羽神を祀る社殿に天皇の霊を合祀したと伝える。
今日の通説では、『日本書紀』の記事に対して「朝倉橘広庭宮」は福岡県朝倉市山田または朝倉市須川、「朝倉社」は麻氐良布神社（福岡県朝倉市杷木志波、式内社）に比定される。百済救援の行軍であることからして常識的には土佐説よりはこの筑紫説が採られるが、『風土記』や『延喜式』に「朝倉郷の社/朝倉神社」と明記されていることを基に、土佐説の指摘が中世以来の史料で散見される。当地では斉明天皇伝説が色濃く残り、干娜大津・苅谷ヶ崎・橘谷（宮谷）・小屋谷・釣井元・除岩・張規（針木）・小磐嶽などの関連地名が残るほか、朝倉神社南方の鵜来巣山に斉明天皇の陵があるといわれる。現在の朝倉神社の俗称「木の丸様」もまた、赤鬼山から伐り出した丸木による俄造りの朝倉行宮を「木の丸殿」と称したとする伝説に由来する。また「赤鬼山」の山名は、斉明天皇崩御時に天皇の葬儀をうかがった鬼（『日本書紀』）に由来するとも、古墳に赤鬼が住んだことに由来するともいわれるが不詳。

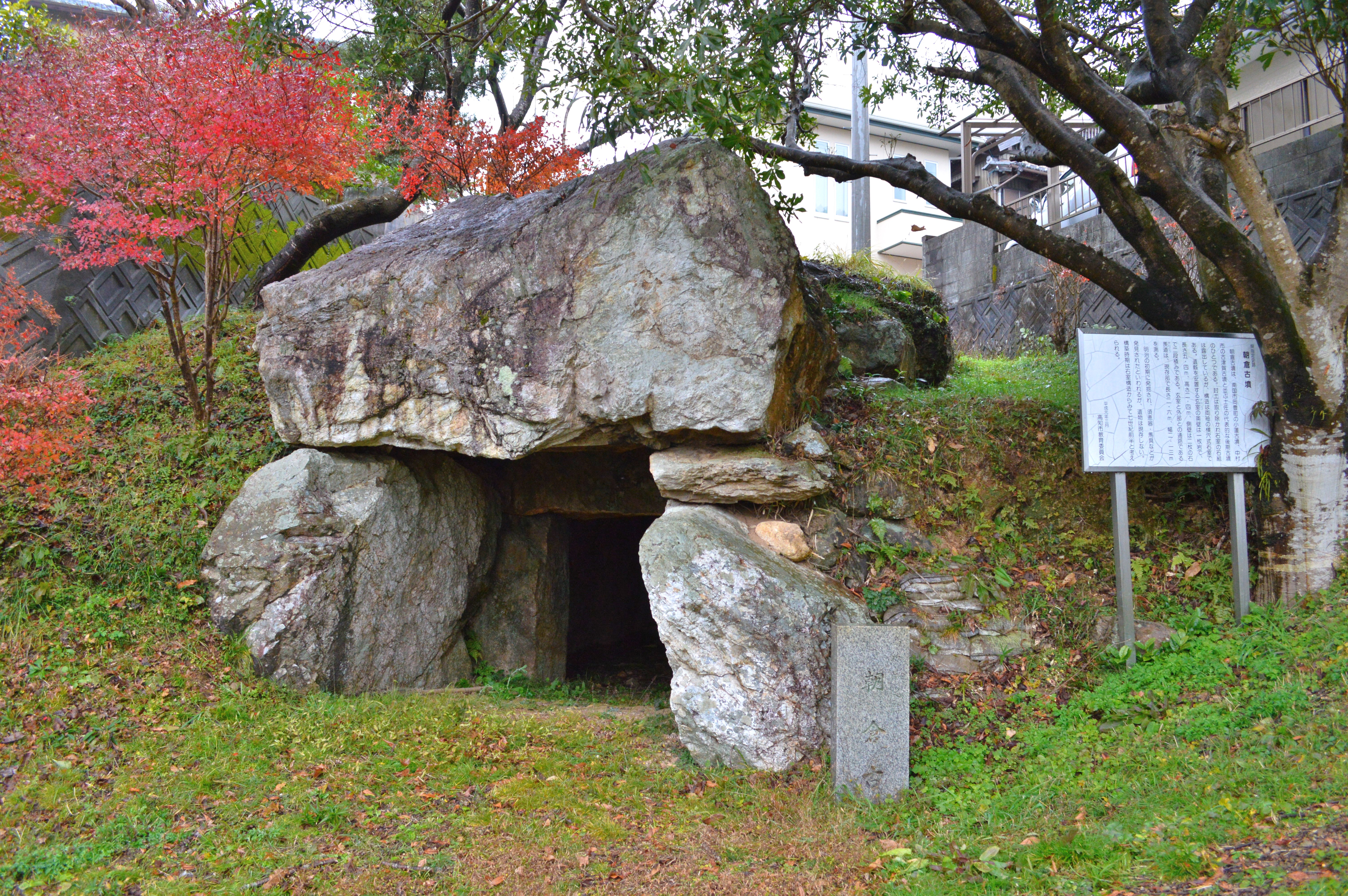
朝倉古墳朝倉地域の豪族を物語る古墳。朝倉神社奉斎氏族の都佐国造に対比される。

以上の伝説の真偽は明らかでないが、朝倉神社後背の赤鬼山は三輪山（奈良県桜井市）同様に神の籠もる山（神奈備）として古代祭祀の信仰対象であったと見られ、朝倉付近は古くから開けていたと考えられている。赤鬼山中腹からは弥生時代中期の土器が発見されているほか、南麓には古墳時代後期の朝倉古墳があり、また神社の祭神と鎮座地などからも、朝倉神社の存在はこの赤鬼山を中心に繁栄した三輪氏同族の古代豪族・都佐国造に対比される。

### 概史
延長5年（927年）成立の『延喜式』神名帳では土佐国土佐郡に「朝倉神社」と記載され、式内社に列している。また『和名抄』に見える地名のうちでは、現鎮座地は土佐郡朝倉郷に比定される。
中世には、土佐国一宮の土佐神社（高知市一宮）祭神の后宮とする説が生じて、土佐神社に次ぐ二宮に位置づけられたといわれる（ただし一般には二宮は日高村の小村神社とされる）。古くは土佐神社と交替で国内祈願を行なったとも伝わる。
天正16年（1588年）の朝倉荘地検帳には「大宮」として記載があり、宮床39代、宮山に神領1反45代、ほかに多くの神田があると見える。
江戸時代に土佐藩を治めた山内氏は朝倉神社を崇敬し、明暦3年（1657年）に第2代藩主山内忠義によって本殿が、寛政8年（1796年）に第10代山内豊策によって幣殿・拝殿が再建されて現在に残っている。『南路志』によると、近世の社地は1反11代3歩、社領は2反であったという。また別当寺は真言宗の朝倉山光泉寺良寿院であった（現在は廃寺）。
明治維新後、明治5年（1872年）に近代社格制度において県社に列した。

## 境内

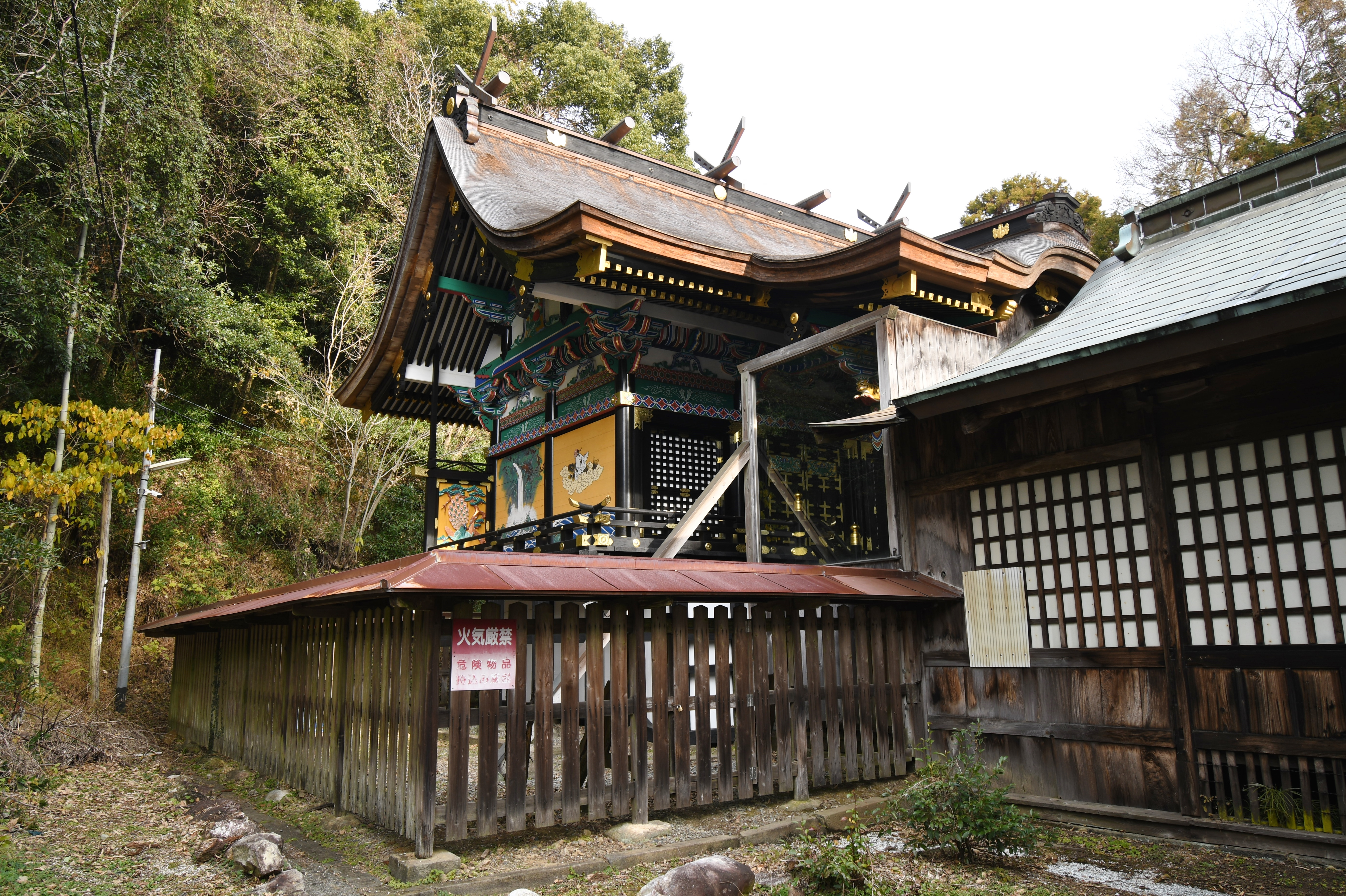
本殿（国の重要文化財）

社殿のうち本殿は、江戸時代前期の明暦3年（1657年）、土佐藩第2代藩主の山内忠義による再建。明暦3年2月16日に着工し、同年8月に完工した。桁行三間・梁間二間で、屋根は柿葺。流造ではなく切妻造の屋根の前面に軒唐破風付きの向拝一間を付す、神社本殿としては珍しい形式になる。棟には置千木3個、勝男木5本を載せる。建物周囲では脇障子や壁板に絵画が施されているほか、随所に繧繝彩色、極彩色、漆塗、金鍍金が施され、全体的に華麗に彩られている。内部は内陣・外陣に分け、外陣にも彩色が施されている。本建物は、造営年（明暦3年）よりさかのぼる安土桃山時代の様式手法を示している。これは、土佐が地理的に中央から遠いため、中央文化の土佐への普及の遅れを表すとされる。この本殿は国の重要文化財に指定されている。
本殿前に接続する幣殿・拝殿は、江戸時代後期の寛政8年（1796年）、第10代藩主の山内豊策による再建。幣殿は本殿前面に接続し桁行二間・梁間二間三尺、拝殿はその幣殿前に接続し桁行四間・梁間三間。拝殿前にある石は「勅使石」と称され、古来勅使の座る場所であったと伝わる。

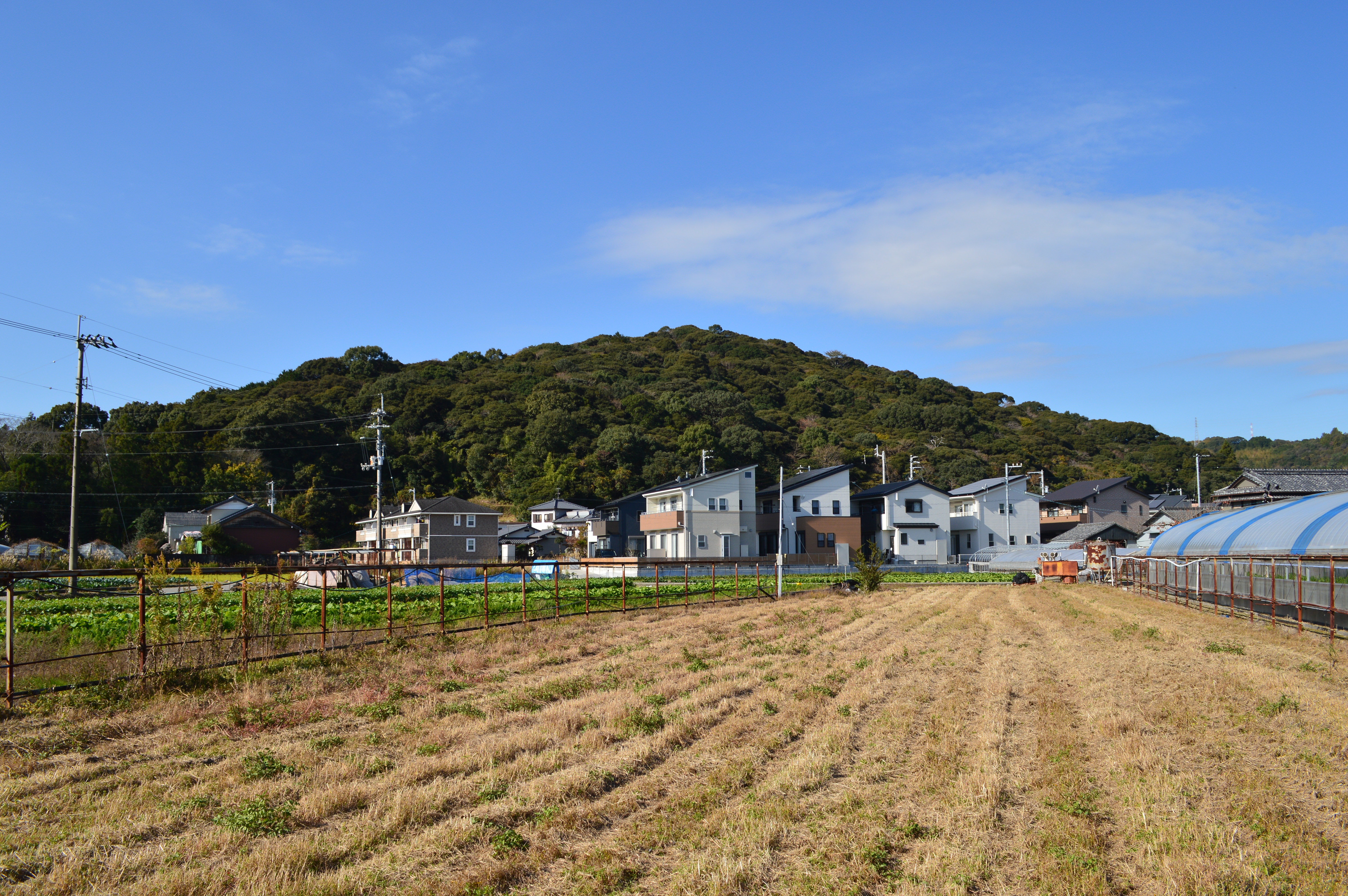
赤鬼山（高知県指定史跡）

社殿後背にそびえる山は「赤鬼山（あかぎやま）」と称され、古来朝倉神社の神体山とも、奥の宮ともされる。高さ約100メートルで円錐形を成し、その姿は奈良県桜井市の三輪山に対比される。三輪山は古墳時代から神の籠もる山（神奈備）としてヤマト王権に神聖視された山として知られ、その山麓に位置する大神神社の境内周辺からは多くの古代祭祀遺物が見つかっている。この赤鬼山から祭祀遺物は未だ見つかっていないが、中腹からは弥生時代中期の土器が見つかったほか、南麓には古墳時代後期の朝倉古墳があり、赤鬼山を中心として豪族が成長したと見られている。この赤鬼山は高知県指定史跡に指定されている。なお、山頂への登り口は境内西方約500メートルに所在する。

## 摂末社
- 荒倉神社
- 忠魂社
- 倉稲神社
- 八坂神社

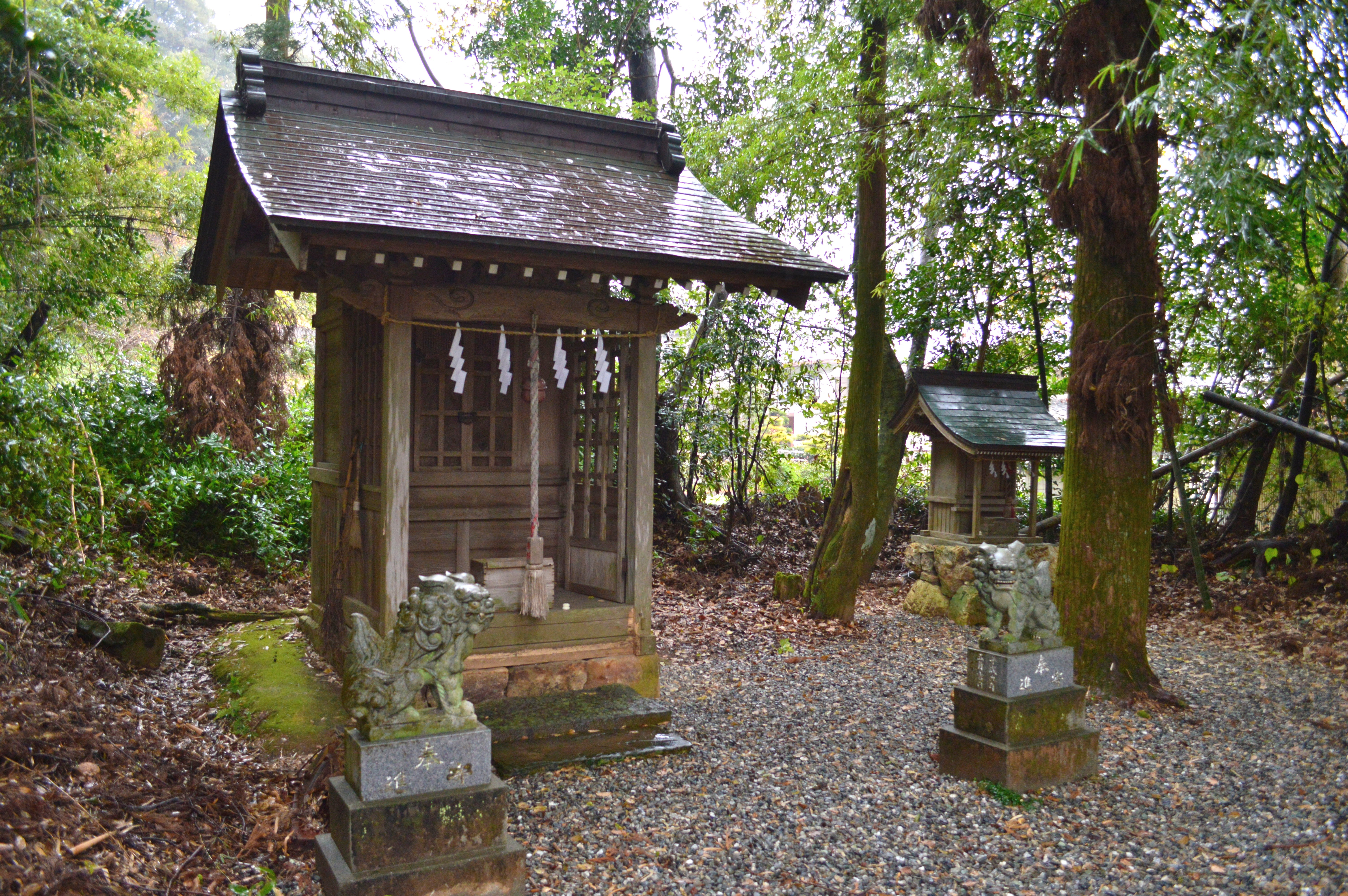
境内社
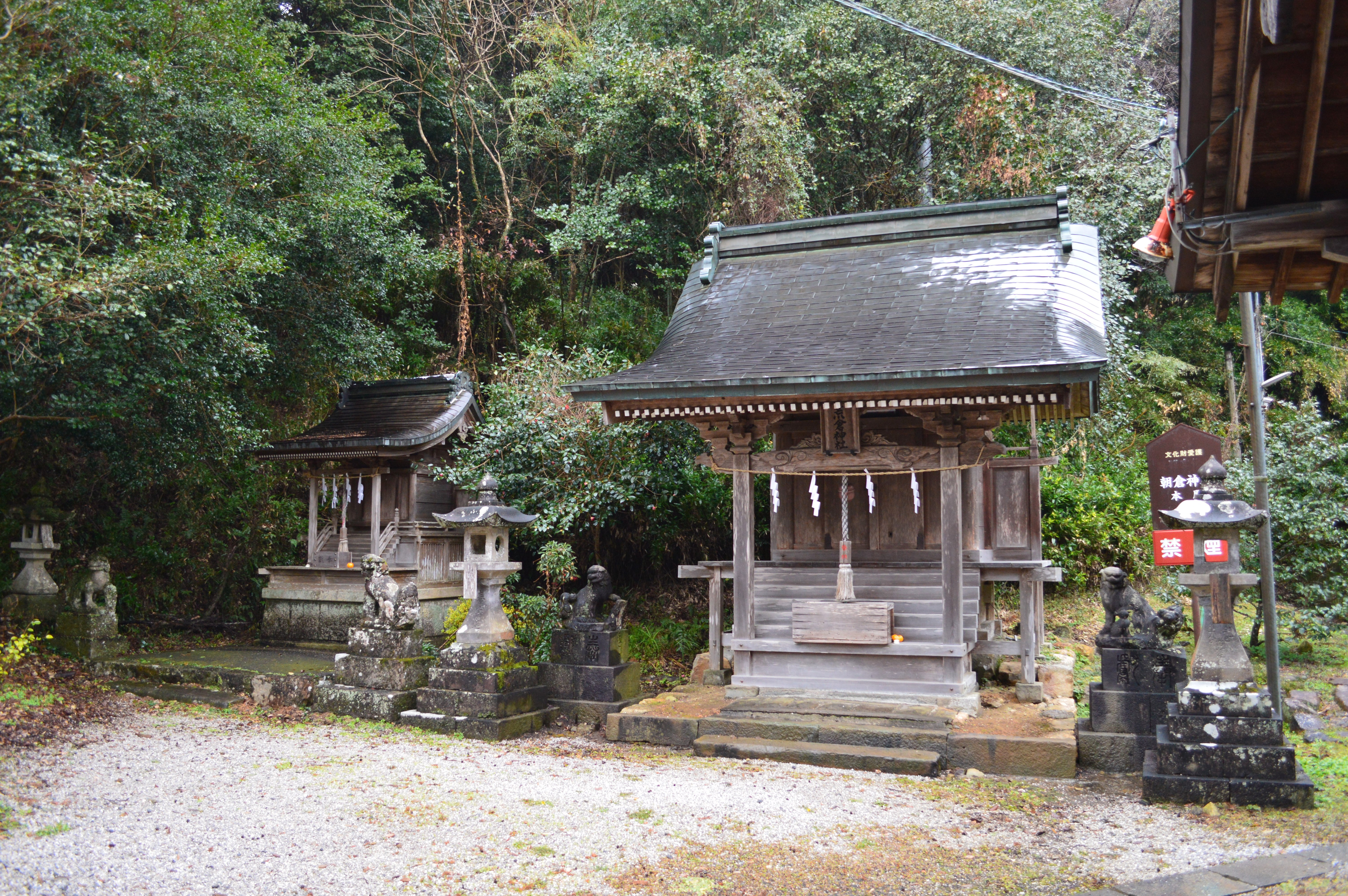
境内社

## 祭事
- 歳旦祭 （1月1日）[17]
- 節分祭 （2月3日）
- 祈念祭 （2月24日）
- 夏越祭 （6月30日）
- 夏祭り （7月24日） - 江戸時代の絵金（弘瀬金蔵）の襖絵が公開される。
- 秋例大祭 （11月10日）
「なんもんで（南無阿弥陀仏）」と唱えながら扇・鉦・太古を持った老若男女が踊る「なんもんで踊り」のほか、棒振り・神相撲など、古くからの芸能が奉納される。祭礼は高知市指定無形民俗文化財[18][1]。
- 七五三祭 （11月15日）
- 秋祭り （11月23日）
- 新嘗祭 （12月6日）
- 越年祭 （12月31日）

## 文化財

### 重要文化財（国指定）
- 本殿（附 棟札7枚）（建造物） - 昭和24年2月18日指定[13]。

### 高知県指定文化財
- 史跡
  - 赤鬼山 - 昭和25年2月7日指定[7]。

### 高知市指定文化財
- 有形文化財
  - 朝倉神社の尾戸焼狛犬
尾戸焼（土佐国尾戸産出の陶器）で作られた阿吽1対の狛犬。江戸時代初中期から中期の作と見られるが、無銘のため作製年代は明確でない。阿形は高さ37センチメートル、吽形は高さ40.5センチメートル。神社に奉納された尾戸焼狛犬の例は、この朝倉神社狛犬のほかは新宮神社（高知市鏡大利）のみになる。平成6年3月1日指定[19]。
  - 朝倉神社の懸仏
南北朝時代の銅造阿弥陀如来坐像懸仏1面と、室町時代の銅造薬師如来坐像懸仏1面の計2面。前者は面径20.7センチメートルで火災のため一部焼失、後者は面径12.5センチメートルで前者の代用として使用されたと見られる。平成6年3月1日指定[20]。
- 無形民俗文化財
  - 朝倉神社秋季祭礼 - 平成11年5月15日指定[18]。

## 現地情報
所在地
- 高知県高知市朝倉丙2100

交通アクセス
- 鉄道
  - 四国旅客鉄道（JR四国）土讃線 朝倉駅 - 西へ400メートル。
  - とさでん交通伊野線 朝倉神社前停留場 - 北東へ300メートル。

周辺
- 朝倉古墳 - 高知県指定史跡。